# Strathyre

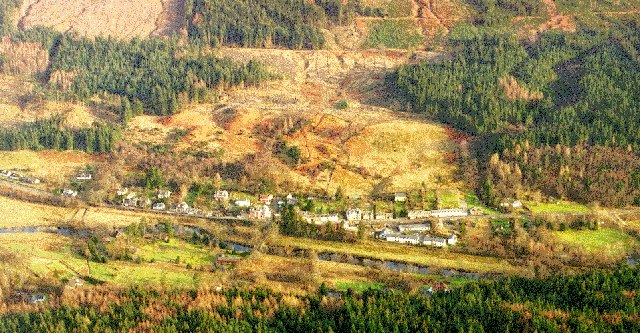
Blick von oben auf den Ort

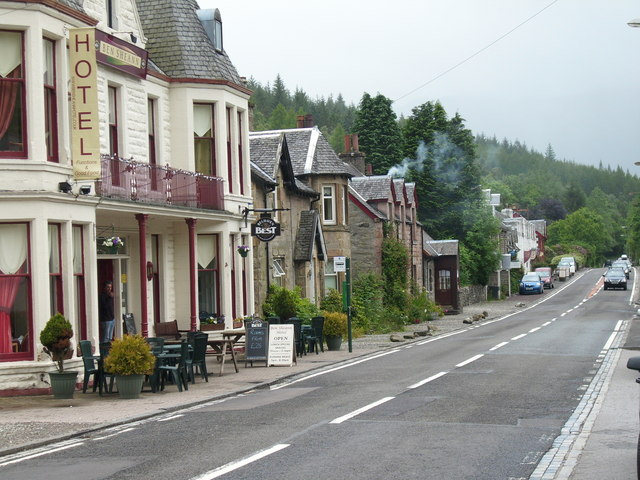
Durchgangsstraße des Ortes

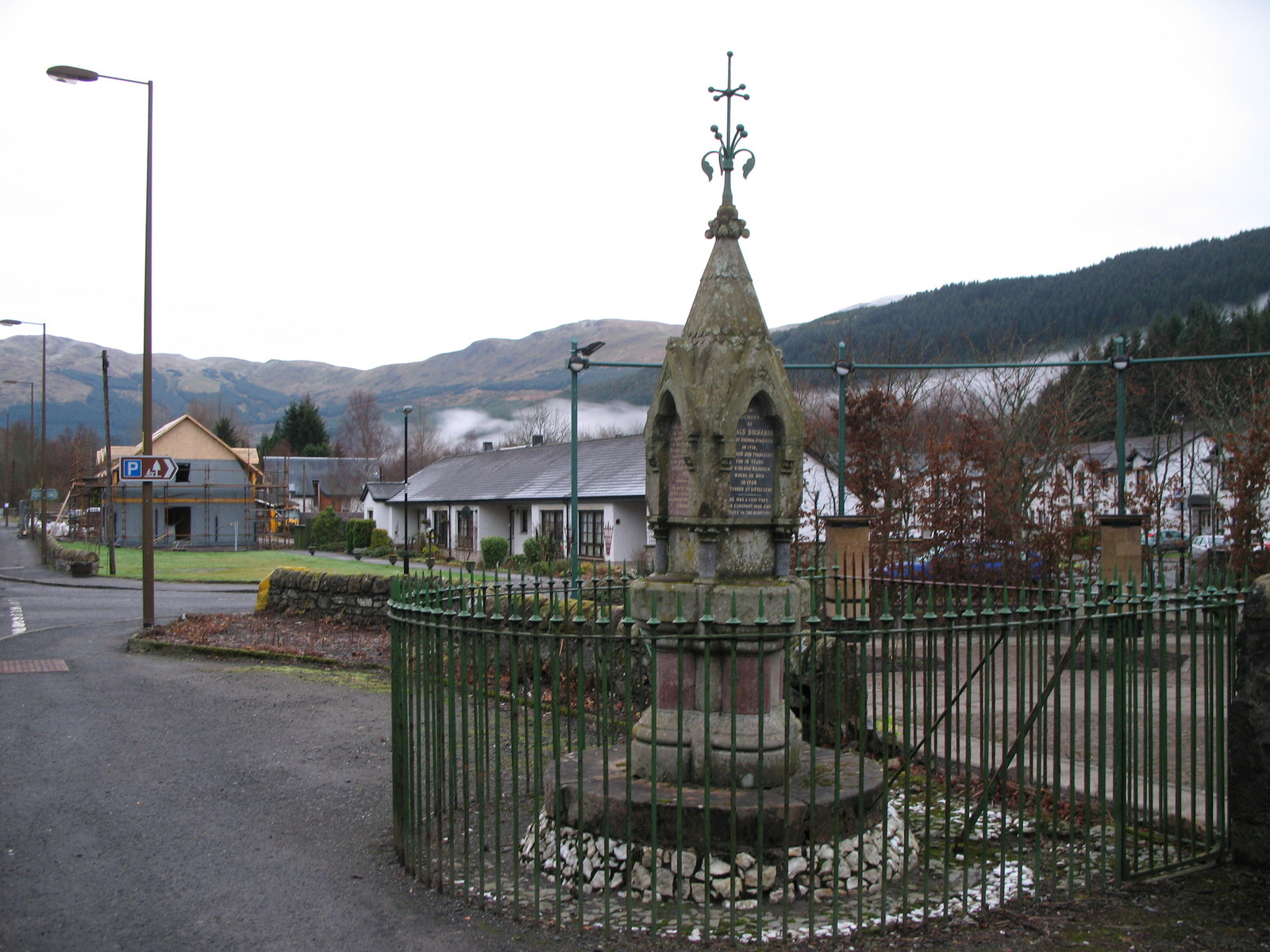
Denkmalgeschützte Erinnerungssäule

Strathyre ist eine Ortschaft, die nordwestlich von Stirling in der gleichnamigen Region im Norden von Schottland liegt.

## Geographie
Strathyre liegt in einem Tal gleichen Namens, durch das der Balvag fließt. Seine Hänge sind bewaldet, überragt wird es von den Bergen Sgiath a’ Chaise im Osten und Benvane im Südwesten. Kleinere Ortschaften in der Nähe sind Kingshouse im Norden, Ardchullarie More im Süden sowie Ballimore im Westen. 
Im Rahmen der historischen Gliederung Schottlands in Civil Parishes zählt Strathyre zu Balquhidder, das zu Perthshire gehörte. Gemeinsam mit dem nordwestlich gelegenen Balquhidder und Lochearnhead im Nordosten bildet es die Gemeinde (Community Council Area) Balquhidder, Lochearnhead and Strathyre.

## Historisches
Im Ort wurden sieben Bauwerke als Listed Building in unterschiedlichen Kategorien eingestuft. Diese sind die Anwesen Immervoulin und Tigh Na Shian, die Häuser Dochfour and Mandalay, Coire Buidhe and St Ola,  und Corriegowrie, das Denkmal Monument to Dugald Buchanan sowie die Brücke Bridge over the River Balvag.

## Verkehr
Die unmittelbar östlich des Ortes verlaufende Fernstraße A84 verbindet Stirling im Südosten mit Lochearnhead im Norden. Zwischen 1870 und 1965 hatte Strathyre einen Bahnhof an der Strecke, die von der Callander and Oban Railway betrieben wurde.